# Tatjana Dmitrijewna Lebonda
Tatjana Dmitrijewna Lebonda (russisch Татьяна Дмитриевна Лебонда, engl. Transkription Tatyana Lebonda; * 23. März 1964 in Moskau, RSFSR, Sowjetunion) ist eine ehemalige russische Mittelstreckenläuferin, die für die Sowjetunion an den Start ging. Ihren größten Erfolg feierte sie mit dem Vizehalleneuropameistertitel über 1500 Meter 1986 in Madrid.

## Sportliche Laufbahn
Tatjana Lebonda trat nur bei den Leichtathletik-Halleneuropameisterschaften 1986 in Madrid international in Erscheinung und gewann dort in 4:14,29 min die Silbermedaille im 1500-Meter-Lauf hinter ihrer Landsfrau Swetlana Kitowa.

## Persönliche Bestleistungen
- 800 Meter: 2:01,1 min, 8. Juli 1988 in Moskau
  - 1000 Meter (Halle): 2:37,74 min, 1. Februar 1986 in Moskau
- 1500 Meter: 4:09,19 min, 19. Juli 1982 in Leningrad
  - 1500 Meter (Halle): 4:07,64 min, 6. Februar 1986 in Moskau